# Monitor (program)

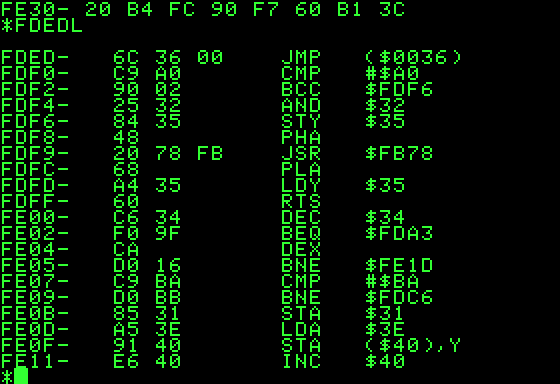
Przykład działania monitora kodu maszynowego. W kolumnach od lewej: adresy rejestrów pamięci operacyjnej, kod maszynowy, mnemoniki asemblera, argumenty rozkazów

Monitor – program komputerowy służący do nadzoru nad stanem lub czynnościami wykonywanymi przez komputer. Może to oznaczać trzy różne działania podlegające nadzorowi:
1. program monitujący (ang. monitor program) – program umieszczony w pamięci ROM (dziś to z reguły BIOS lub UEFI), mający za zadanie uruchomienie komputera i nadzorowanie pracy urządzeń wejścia-wyjścia.
2. program diagnostyczny – program umożliwiający użytkownikowi sprawowanie nadzoru i sprawdzanie stanu sprzętu lub oprogramowania funkcjonującego na danej maszynie.
3. monitor kodu maszynowego (ang. machine code monitor lub machine language monitor) – program pozwalający użytkownikowi na deasemblację i przeglądanie oraz bezpośrednią zmianę zawartości pamięci operacyjnej, a także jej zapis-odczyt do/z pamięci masowej oraz uruchamianie programów umieszczonych już w pamięci.

W pierwszych systemach operacyjnych stosowano monitor rezydujący umożliwiający automatyczne przekazywania sterowania pomiędzy uruchamianymi programami. Był on wywoływany jako pierwszy program po włączeniu komputera, a następnie za pomocą polecenia wydanego z klawiatury, przekazywał sterowanie programowi użytkownika. Program kończący swoje działanie oddawał sterowanie do monitora i w ten sposób monitor rezydujący zapewniał automatyczne przechodzenie od jednego programu do drugiego.